# Буланкін Ігор Олексійович
Ігор Олексійович Буланкін (22 лютого 1958 , Твер  — невідомо , Одеса ) — радянський футболіст, захисник та півзахисник.

## Біографія
Вихованець СДЮШОР «Чорноморець» (Одеса), тренер Олександр Руга. На дорослому рівні розпочав грати у клубі СКА (1977—1978), провівши по сезону у другій та першій лізі. Перед сезоном 1979 року повернувся у «Чорноморець» і в основному складі «Чорноморця» провів 88 офіційних матчів, з них 73 — у вищій лізі).
У 1983—1984 роках виступав у першій лізі СРСР за «Металург» (Запоріжжя), після чого повернувся у одеське СКА, провівши з нею сезон 1985 року у другій лізі.
Завершував кар'єру на рівні КФК, виступаючи за «Динамо» (Одеса). Помер в Одесі.